# Impulse - I sensi dell'inganno
Impulse - I sensi dell'inganno è un film per il mercato home-video di Charles T. Kanganis del 2008.

## Trama
La storia parla di una giovane donna di nome Claire, che desiderosa di stuzzicare la curiosità del marito Jonathan si fingerà una ragazza innocente ed ingenua.
Ma scoprirà presto che l'uomo con cui ha passato la notte non era suo marito Jonathan, ma un suo sosia perfettamente identico di nome Simon che si innamorerà della donna.
Simon riuscirà sfruttando un viaggio di lavoro di Jonathan a sostituirsi a lui e a farsi credere da Claire il vero marito mentre esso è ricoverato in un manicomio perché scambiato per Simon.
Tuttavia Jonathan riuscirà a uscirne e a trovare Claire e Simon.
Claire si trova quindi a dover riconoscere quale dei due è il vero marito, sparando dapprima a Jonathan, ma dopo averlo riconosciuto sparerà anche a Simon.
Nella ricerca del classico finale aperto si vede Simon completamente impazzito e gravemente ferito ricoverato in un ospedale, di cui raggiungerà l'incubatrice in cui è custodito anche il figlio di Jonathan e Claire.
Apparentemente Simon scambierà il bambino con un altro e nella scena finale si vede Claire e Jonathan mentre fanno addormentare il bambino, completamente incoscienti del fatto che esso non è loro figlio. Lo scambio è invece avvenuto solo in un incubo di Claire che un montaggio scadente lascia solo intuire. Sarebbe infatti alquanto improbabile che le ferite di Simon siano ancora sanguinanti dopo i nove mesi necessari a una gravidanza.